# كلران
كلران هي قرية في مقاطعة سلماس، إيران. يقدر عدد سكانها بـ 163 نسمة بحسب إحصاء 2016.